# František Zlámal
František Zlámal (* 29. května 1948 Hulín) je bývalý český fotbalista, brankář, reprezentant Československa. Po skončení aktivní kariéry působil ve Slavii jako masér a asistent. Jeho synovcem je fotbalový brankář Zdeněk Zlámal.

## Fotbalová kariéra
V československé reprezentaci nastoupil 7. 9. 1977 v přátelském utkání s Tureckem, které skončilo výhrou 1-0. V lize hrál za Slavii v letech 1969–1982. Nastoupil ve 206 ligových utkáních. Za Slavii nastoupil k 537 zápasům. V Poháru UEFA nastoupil ve 2 utkáních. Po skončení ligové kariéry chytal druhou ligu za Vagónku Česká Lípa.

## Ligová bilance
| Ročník           | Zápasy | Góly | Minuty | Nuly  | Klub               |
| ---------------- | ------ | ---- | ------ | ----- | ------------------ |
| I. liga 1969/70  | 10     | 0    | 696    | 3     | Slavia Praha       |
| I. liga 1970/71  | 23     | 0    | 1943   | 9     | Slavia Praha       |
| I. liga 1971/72  | 5      | 0    | 434    | 1     | Slavia Praha       |
| I. liga 1972/73  | 18     | 0    | 1589   | 3     | Slavia Praha       |
| I. liga 1973/74  | 14     | 0    | 1113   | 5     | Slavia Praha       |
| I. liga 1974/75  | 5      | 0    | 335    | 0     | Slavia Praha       |
| I. liga 1975/76  | 5      | 0    | 387    | 0     | Slavia Praha       |
| I. liga 1976/77  | 22     | 0    | 1980   | 4     | Slavia Praha       |
| I. liga 1977/78  | 28     | 0    | 2520   | 8     | Slavia Praha       |
| I. liga 1978/79  | 29     | 0    | 2551   | 7     | Slavia Praha       |
| I. liga 1979/80  | 29     | 0    | 2610   | 2     | Slavia Praha       |
| I. liga 1980/81  | 2      | 0    | 180    | 0     | Slavia Praha       |
| I. liga 1981/82  | 16     | 0    | 1285   | 7     | Slavia Praha       |
| I. liga 1982/83  | 1      | 0    | 20     | 0     | Slavia Praha       |
| II. liga 1982/83 | 15     | 0    | –      | –     | Vagónka Česká Lípa |
| II. liga 1983/84 | 28     | 0    | –      | –     | Vagónka Česká Lípa |
| II. liga 1984/85 | 30     | 0    | –      | –     | Vagónka Česká Lípa |
| II. liga 1985/86 | 27     | 0    | –      | –     | Vagónka Česká Lípa |
| II. liga 1986/87 | 12     | 0    | –      | –     | Vagónka Česká Lípa |
| CELKEM I. LIGA   | 207    | 0    | –      | 17643 |                    |